# Зіневич Олександр Іванович
Олекса́ндр Іва́нович Зіне́вич — український військовослужбовець, полковник 30 ОМБр Збройних сил України, учасник російсько-української війни. Лицар ордена Богдана Хмельницького III ступеня (2021), кавалер ордена «За мужність» III ступеня (2022).

## Життєпис
Від 2014 року учасник бойових дій на сході України.
Від 4 січня 2021 року — командир 30-ї окремої механізованої бригади, в якій раніше проходив службу на посаді заступника командира танкового батальйону.

## Нагороди
- орден Богдана Хмельницького III ступеня (12 жовтня 2021) — за вагомий особистий внесок у зміцнення обороноздатності Української держави, мужність і самовідданість, виявлені під час бойових дій, високий професіоналізм та зразкове виконання службових обов'язків[5];
- орден «За мужність» III ступеня (8 березня 2022) — за особисту мужність і самовіддані дії, виявлені у захисті державного суверенітету та територіальної цілісності України, вірність військовій присязі[6].

## Військові звання
- полковник[1];
- майор[4];
- капітан[3].